# Lytocarpia
Lytocarpia är ett släkte av nässeldjur. Lytocarpia ingår i familjen Aglaopheniidae.

## Dottertaxa tillLytocarpia, i alfabetisk ordning[1][2]
- Lytocarpia acuta
- Lytocarpia alata
- Lytocarpia angulosa
- Lytocarpia armata
- Lytocarpia bathyalis
- Lytocarpia benedicti
- Lytocarpia bispinosa
- Lytocarpia brachiatus
- Lytocarpia brevirostris
- Lytocarpia calycifera
- Lytocarpia canepa
- Lytocarpia chiltoni
- Lytocarpia contorta
- Lytocarpia crucialis
- Lytocarpia ctenata
- Lytocarpia delicatula
- Lytocarpia distans
- Lytocarpia epizoica
- Lytocarpia flexuosus
- Lytocarpia formosa
- Lytocarpia furcata
- Lytocarpia howensis
- Lytocarpia incisa
- Lytocarpia laxa
- Lytocarpia lepida
- Lytocarpia megalocarpa
- Lytocarpia myriophyllum
- Lytocarpia nicpenny
- Lytocarpia niger
- Lytocarpia normani
- Lytocarpia orientalis
- Lytocarpia perarmata
- Lytocarpia phyteuma
- Lytocarpia rigida
- Lytocarpia similis
- Lytocarpia spiralis
- Lytocarpia striata
- Lytocarpia subdichotoma
- Lytocarpia tenuissima
- Lytocarpia tridentata
- Lytocarpia vitiensis
- Lytocarpia vulgaris